# Oscar Larrauri
Oscar Larrauri (ur. 19 sierpnia 1954 roku w Granadero Baigorria) – były argentyński kierowca wyścigowy.

## Kariera

### Kariera juniora
Pierwszym sukcesem Argentyńczyka na arenie międzynarodowej, było mistrzostwo Europejskiej Formuły 3, w roku 1982. Trzy lata później sięgnął po tytuł w Europejskim Pucharze Mégane Trophy. 

### Formuła 1
W Formule 1 zadebiutował w roku 1988, we włoskiej stajni EuroBrun Racing (w głównej mierze dzięki dużemu wsparciu finansowemu). Słabe osiągi bolidu nie pozwoliły mu jednak na walkę o punktowane miejsca, mało tego nie zdołał zakwalifikować się do ośmiu z szesnastu rozegranych wyścigów. W pozostałych rundach tylko dwukrotnie dojechał do mety, kończąc Grand Prix Meksyku i Grand Prix Niemiec, odpowiednio na 13. i 16. pozycji.
W kolejnym sezonie włoska ekipa z powodu problemów finansowych nie była w stanie wystawić dwóch bolidów i Argentyńczyk z powodu niewystarczająco dużego budżetu nie znalazł dla siebie miejsca w stawce. Na pięć rund przed zakończeniem rywalizacji, Oscar zgromadził jednak odpowiedni budżet i począwszy od Grand Prix Włoch, do końca sezonu, ścigał się ponownie dla EuroBrun (zastąpił w niej Szwajcara Gregora Foiteka). Forma pojazdu okazała się jednak na tyle kiepska, iż Larrauri ani razu nie był w stanie przejść nawet pre-kwalifikacji i po zakończeniu sezonu, zakończył karierę w F1. 

### Wyścigi samochodów sportowych
Począwszy od sezonu 1983 Oscar przez wiele lat rywalizował w wyścigach samochodów sportowych, z zespołem Brun Motorsport. Ekipa ta była częściowo powiązana z teamem F1 - EuroBrun Racing. Największym sukcesem Argentyńczyka, były starty w mistrzostwach świata tej kategorii i wygranie w nich kilku wyścigów. Poza tym Larrauri był zaangażowany również w niemieckie i japońskie mistrzostwa.

### Wyścigi samochodów turystycznych
Pod koniec wyścigowej kariery, Argentyńczyk wrócił do swojego rodzimego kontynentu, w którym brał udział w mistrzostwach samochodów turystycznych. Okazał się w nich bezkonkurencyjny, zdobywając trzykrotnie tytuł w latach 1997–1998 oraz 2000 (po tym sezonie serial ten został zlikwidowany). Po tym sezonie zakończył wyścigową karierę.